# 雙窗遠環蚓
雙窗遠環蚓（学名：Amynthas fenestrus）为巨蚓科遠環蚓屬下的一个种。